# Caponiidae
Caponiidae  (лат.) — семейство пауков из подотряда аранеоморфных (Araneomorphae). 

## Описание
Некрупные пауки размером 2—5 мм. Хотя у некоторых представителей сохраняется 8 глаз, большинство Caponiidae утратили одну, две или даже три пары глаз. Иногда число глаз изменяется в ходе развития особи. Caponiidae обитают в Африке, Америке (от Аргентины до США) и Азии (встречены в Иране и Лаосе). К семейству относят 73 вида, объединяемых в 14 родов.
Количество глаз в разных родах отличается:
- 8 глаз: Calponia, Caponia
- 6 глаз: Iraponia
- 4 или 6 глаз: Caponina
- 4 глаза: Nopsides, Notnops
- 2 глаза: Cubanops, Diplogena, Laoponia, Nops, Nyetnops, Orthonops, Taintnops, Tarsonops, Tisentnops.

## Таксономия
В настоящее время в это семейство включают 14 родов:
- Calponia Platnick, 1993
- Caponia Simon, 1887
  - Caponia abyssinica ...
- Caponina Simon, 1891
  - Caponina longipes ...
- Cubanops
  - Cubanops alayoni ...
- Diploglena Purcell, 1904
- Iraponia Kranz-Baltensperger, Platnick et Duperre, 2009
  - Iraponia scutata
- Laoponia Platnick et Jaeger
  - Laoponia pseudosaetosa ...
- Nops MacLeay, 1839
  - Nops enae, Nops gertschi ...
- Nopsides Chamberlin, 1924
  - Nopsides ceralbonus ...
- Notnops Platnick, 1994
  - Notnops calderoni ...
- Nyetnops Platnick et Lise, 2007
  - Nyetnops guarani ...
- Orthonops Chamberlin, 1924
  - Orthonops gertschi ...
- Roddenberryus Sánchez-Ruiz & Bonaldo, 2023
- Taintnops Platnick, 1994
  - Taintnops goloboffi ...
- Tarsonops Chamberlin, 1924
  - Tarsonops irataylori ...
- Tisentnops Platnick, 1994
  - Tisentnops leopoldi ...